# Brita Mellander-Jungermann
Brita Leonora Kristina Mellander-Jungermann, född 22 mars 1934, är en svensk keramiker, formgivare och skulptör.

## Biografi
Mellander-Jungermann utbildade sig vid Konstfack i Stockholm 1953–1957.
Efter Konstfack arbetade hon som formgivare på Karlskrona Porslinsfabrik 1957–1960. Där gjorde hon modernare dekorer till Percys och Skavonius klassiska serviser men gjorde också robusta djurfigurer gjutna i porslinslera. Under denna period arbetade hon också på Boda glasbruk. Hon har även som frilans gjort någon enstaka dekor för Rörstrands Porslinsfabrik och ett par för Gefle Porslinsfabrik. Några serier utfördes på Höganäs Keramik.
Efter att ha arbetat som sjöman och tagit sig världen runt, startade Brita Mellander-Jungermann egen verkstad i Bjuv 1963. Hon flyttade senare denna till Rydebäck och 1974 till Nyhamnsläge i Kullabygden - en plats där många keramiker varit och är aktiva. Där arbetade hon med offentliga utsmyckningar, ofta med geometriska former, och även traditionella bruksföremål. Hon var aktiv som keramiker till dess hon flyttade från verkstaden i Nyhamnsläge 2015. Mellander-Jungermann erhöll Statens konstnärsstipendium tre gånger samt bland annat Gustaf VI Adolfs stipendium för konst och kultur.

## Offentliga utsmyckningar, utställningar och representerad vid
Mellander-Jungermann står bakom många offentliga utsmyckningar i skolor, sjukhus, bibliotek, regementen och bostadsområden.
Hon har haft ett stort antal utställningar både i Sverige och utomlands, bland annat Triennalen i Milano 1960, Georg Jensen, New York och Galleri Bossen, Berlin. Brita Mellander-Jungermann sammanfattade - tillsammans med Åke Röjgård - sina första 50 aktiva år med en stor utställning på Höganäs Museum 2006.
Mellander-Jungermann är representerad bland annat på Nationalmuseum i Stockholm, Röhsska Museet i Göteborg, Helsingborgs, Höganäs och Jönköpings museer och Skissernas Museum i Lund, vidare kommuner och landsting.

## Signaturer
Brita Mellander-Jungermann, som främst arbetade i stengods, signerade sina föremål "B.M.J", "Brita Mellander", "Mellander" eller "B.Mellander-Jungermann".